# Tuffi ai campionati europei di nuoto 2018 - Trampolino 3 metri sincro femminile
Il concorso dei tuffi dal trampolino 3 metri sincro femminile ai Campionati europei di nuoto 2018 si è svolta il 12 agosto 2018 alle 13:30, alla Royal Commonwealth Pool di Edimburgo e vi hanno preso parte 9 coppie di atlete, provenienti da altrettante diverse nazioni.

## Medaglie
| Posizione | Atlete                           | Paese    |
| --------- | -------------------------------- | -------- |
| Oro       | Elena Bertocchi Chiara Pellacani | Italia   |
| Argento   | Lena Hentschel Tina Punzel       | Germania |
| Bronzo    | Nadežda Bažina Kristina Il'inych | Russia   |

## Risultati
| Class.  | Nazione       | Tuffatrici                         | Punti | Punti | Punti | Punti | Punti | Punti  | Punti |
| Class.  | Nazione       | Tuffatrici                         | T1    | T2    | T3    | T4    | T5    | Totale |       |
| ------- | ------------- | ---------------------------------- | ----- | ----- | ----- | ----- | ----- | ------ | ----- |
| Oro     | Italia        | Elena Bertocchi Chiara Pellacani   | 46.20 | 47.40 | 69.30 | 66.96 | 59.40 | 289.26 |       |
| Argento | Germania      | Lena Hentschel Tina Punzel         | 46.80 | 45.60 | 63.00 | 62.10 | 69.30 | 286.80 |       |
| Bronzo  | Russia        | Nadežda Bažina Kristina Il'inych   | 48.00 | 50.40 | 60.30 | 63.00 | 61.20 | 282.90 |       |
| 4       | Gran Bretagna | Grace Reid Katherine Torrance      | 48.60 | 49.20 | 68.40 | 65.10 | 39.60 | 270.90 |       |
| 5       | Paesi Bassi   | Inge Jansen Celine van Duijn       | 43.80 | 43.20 | 56.70 | 63.00 | 63.00 | 269.70 |       |
| 6       | Ucraina       | Viktorija Kesar Hanna Pysmenska    | 46.80 | 40.80 | 59.40 | 67.50 | 54.87 | 269.37 |       |
| 7       | Svizzera      | Madeline Coquoz Jessica Favre      | 40.20 | 40.20 | 48.60 | 63.00 | 58.50 | 250.50 |       |
| 8       | Norvegia      | Anne Tuxen Helle Tuxen             | 43.80 | 39.60 | 55.44 | 55.44 | 48.60 | 242.88 |       |
| 9       | Lituania      | Indrė Girdauskaitė Genevieve Green | 43.20 | 42.60 | 42.84 | 51.12 | 52.65 | 232.41 |       |